# Proclossiana
Sous-genre
Le taxon Proclossiana est, en fonction des sources, un sous-genre ou un genre de lépidoptères, appartenant à la famille des Nymphalidae et à la sous-famille des Heliconiinae.
Il ne comprend qu'une seule espèce : Boloria eunomia (= Proclossiana eunomia), le Nacré de la bistorte.

## Systématique et phylogénie
Le taxon Proclossiana a été décrit par Albert Franz Theodor Reuss en 1926 en tant que sous-genre du genre Clossiana, ne contenant que l'espèce aujourd'hui appelée eunomia.
Son statut a toujours été débattu : actuellement, il est le plus souvent considéré comme un sous-genre du genre Boloria, mais de nombreux auteurs le traitent comme un genre à part entière, et d'autres synonymisent le nom Proclossiana avec Boloria. 
Des études sur la phylogénie de ce groupe menées dans les années 2000, considérant les taxons Proclossiana et Clossiana comme des sous-genres du genre Boloria, ont montré que Proclossiana est le groupe frère de Boloria s. str., et que leur réunion est le groupe frère de Clossiana,.